# 人類性綱要
對人類的性提供以下綱要作為概述和專題指南：
人類的性是人類擁有情色體驗和反應的能力。人類的性也可以指一個人對另一個人產生性吸引，相對性別的（異性戀），相同性別的（同性戀），被男性吸引的（戀男向），被女性吸引的（戀女向），或兩種傾向的（雙性戀），缺乏性吸引的（無性戀）。人類的性會影響生活的文化、政治、法律和哲學方面，並且與道德、倫理、神學、靈性或宗教等問題廣泛相關。然而，這並不是與性別直接相關的。

## 性的歷史
- 人類性史（英语：History of human sexuality） — 性行為的社會建構對自史前時代以來世界各種文化產生了深遠的影響。

- 按時期
  - 古希臘性交易 — 性交易是古代希臘的一個常見面貌。
  - 古希臘同性戀 — 古典時代的希臘，諸如希羅多德、柏拉圖、色諾芬、雅典娜等許多作家都在同性戀方面探索。
    - 古希臘少年愛 — 古代希臘的少年愛是社會公認的成年男性和年輕男性之間的情色關係。

  - 古羅馬的性（英语：Sexuality in ancient Rome） — 古代羅馬的性態度和行為，其可藉由羅馬藝術和銘文反映，也可籍考古遺跡發現，如色情的文物和建築。
    - 古羅馬同性戀 — 古代羅馬的同性戀與當代西方明顯不同。

- 按地區
  - 印度性史 — 多元文化的印度根據其獨特的地區用自己獨特的文化不同地發展了對性的話語。

- 按主題
  - 自慰史 — 人類性史上對自慰產生的倫理觀念、社會態度、科學研究和藝術描述的變化。
  - 情色描寫史 — 有史以來的繪畫、雕塑、照片、戲劇、音樂和展現性場面的文字。
  - 1960年代反文化運動 — 在英美首先發展起來的反體制現象，20世紀60年代初至70年代中期傳遍西方世界，社會緊張局勢發展到人類的性與女性權利等問題上。
    - 性革命 — 性解放時期的一場社會運動，挑戰了20世紀60年代至80年代西方世界各地的性行為和人際關係的傳統行為規範。
    - 色情黃金時代（英语：Golden Age of Porn） — 在國際上傳播美國色情商業作品的15年期間（約1969-1984年），色情電影受到主流電影院、電影評論家和廣大公眾的積極關注。
    - 藍色電影（英语：Blue Movie） — 1969年由安迪·沃荷執導，是第一部在美國獲得廣泛公映的色情電影，是色情黃金時代的開創性電影，創造了現代美國文化中的色情時尚現象。
    - 女性主義衝突（英语：Feminist Sex Wars） — 20世紀70年代末和80年代初，女性主義者之間就與性廣泛相關的一些問題進行集體辯論。
      - 反色情女性主義 — 始於20世紀70年代中期的一場運動，其觀點包括譴責色情作為暴力侵害女性行為的形式，以某種形式的色情作為女性主義表現的媒介。
      - 性積極女性主義 — 始於20世紀80年代初的一場運動，其核心思想是以性自由為女性自由的重要組成部分。

## 性的類型
- 按年龄
  - 兒童的性 — 性的發展是兒童發育和成熟的一個組成部分。
    - 生殖器撫弄 — 童年早期的生殖器探索，與自體刺激不同。
    - 醫生遊戲 — 兒童檢查對方的生殖器。

- 按地區
  - 中國的性 — 中國的性發生了革命性的變化，今天的性革命還在繼續。
    - 中國性玩具业 — 世界上最大的性玩具生產國，全球70％的性玩具都在這裡製造。
    - 中國性文化 — 中國根據其獨特的地理環境及文化，開展了對性的論述。
    - 中國性教育 — 在中國涉及與人類的性有關問題的指導。

  - 韓國的性 — 韓國的性受到文化、宗教和西化的影響。
  - 日本的性 — 日本的性是與亞洲大陸分開發展的。
    - 日本色情業 — 日本的色情活動是一個大型且相互交織的成人娛樂業務，具有獨特的特色，很容易將其與西方色情內容區分開來。

  - 菲律宾的性（英语：Sexuality in the Philippines） — 菲律賓過去至現在的人類性行為和性活動。
  - 美國青少年的性（英语：Adolescent sexuality in the United States） — 根據美國疾病預防控制中心（CDC），2007年，美國高中學生中有35％目前是性活躍的，47.8％的美國高中生表示有性交。
  - 各地LGBT權利 — 影響女同性戀者、男同性戀者、雙性戀者和跨性別者（LGBT）的法律因國家或地區而異，差別很大。
  - 各地區的性交易
    - 中國大陸性交易 — 中國大陸的性交易是非法的。中國共產黨在1949年執政後不久，開始了一系列宣傳活動，宣稱到二十世紀六十年代早期就從根本上消除了大陸性交易。
    - 台灣性交易 — 台灣的性交易是合法的。根據1991年的法律，台灣的性交易仍然是非法的，在憲法法院裁定違反憲法後，正在積極考慮改革。
    - 香港性交易 — 香港的性交易是合法的。但有組織的性交易是非法的。
    - 朝鮮性交易 — 朝鮮的性交易是非法的。
    - 韓國性交易 — 韓國的性交易是非法的。但根據韓國婦女發展研究所的統計，2007年韓國的性交易估計達到14萬億韓元（約合130億美元），約佔全國國內生產總值的1.6％ 。
    - 菲律賓性交易 — 菲律賓的性交易是非法的。雖然在社會上有些容忍，但對性工作者執法是罕見的。
    - 新西蘭性交易 — 新西蘭的性交易是合法的。

## 性的取向
- 性取向 – 一種持續的性吸引模式。
- 性吸引 – 基於性慾的魅力。 
  - 單性戀 – 認為一種性別有性吸引。
    - 同性戀 – 認為同性有性吸引。
    - 異性戀 – 認為異性有性吸引。
    - 戀男向 – 認為男性有性吸引。
    - 戀女向 – 認為女性有性吸引。

  - 雙性戀 – 認為兩種性別有性吸引。
  - 多性戀 – 認為多種性別有性吸引。
  - 泛性戀 – 認為任何性別有性吸引。
  - 無性戀 – 認為任何性別無性吸引。

### 其他與性別有關的身份
- 性向认同 – 個人如何以性吸引的方式看待自己。
- 性別認同 – 個人对自己性别的認同。
  - 順性別 – 性別認同與生理性別相符的人。
  - 跨性別 – 性別認同與生理性别不符的人。
- 性別氣質 – 與男性化和女性化有關的特徵範圍。
- 性別角色 – 規定基於人們認為的性類型的社會規範。
- 性別二元 – 將性別氣質和生理性別二元對立。

## 性的活動
- 人類性活動 – 人類體驗和表達性的方式。
- 自慰 – 刺激自己的生殖器。
  - 自我舔陰 – 女性用口剌激自己的生殖器。
  - 自我吮陽 – 男性用口剌激自己的生殖器。
- 前戲 – 性活動之前的親密行為。
- 後戲 – 性活動過後的親密行為。
- 性交 – 將陰莖插入陰道。
- 群交 – 牽涉兩人以上的性活動。
  - 三人性行為 – 同時涉及三個人的性活動。
  - 四人性行為 – 同時涉及四個人的性活動。
- 叫床 – 性活動時發出聲音。
- 下流話 – 性活動時使用形象生動的語言來增強性愉悅。
- 保留性交 – 性交期間不試圖在伴侶體內射精，而是試圖盡可能長時間保持在持續期，以避免射精。
- 近親性交 – 家庭成員或親屬之間的性活動。
- 經期性行為 – 月經期間進行性行為。
- 插入式性行為 – 身體部分或其他物體插入人體的孔，如陰道、肛門或嘴。
  - 指交 – 用手指剌激生殖器。
  - 拳交 – 用拳頭刺激生殖器。
  - 手交 – 用手刺激生殖器。
  - 腳交 – 用腳刺激生殖器。
  - 口交 – 用口刺激生殖器。
    - 舔陰 – 用口刺激女性的生殖器。
    - 吮陽 – 用口刺激男性的生殖器。

  - 肛交 – 用生殖器刺激肛門。
  - 舔肛 – 用口刺激肛門。
- 非插入式性行為 – 身體部分或其他物體不插入人體任何洞孔的性活動。
  - 乳交 – 把陰莖放在乳房之間摩擦。
  - 腿交 – 把陰莖放在大腿之间摩擦。
  - 女陰摩擦 – 以陰戶摩擦另一名女性的陰戶。
  - 陰莖摩擦 – 以陰莖摩擦另一名男性的陰莖。
  - 感官按摩 – 對另一個人的性感帶使用按摩技巧，以達到性愉悅。
  - 乳頭刺激 – 刺激乳頭是一種常見的人類性行為，無論是本身還是作為其他性活動的一部分。
- 性姿勢 – 個人或伴侶可能用於性交或其他性行為的身體姿勢。
  - 69式 – 兩人的嘴靠近彼此的生殖器，同時進行口交。
  - 正常體位 – 一人躺在下面，另一人在其上面，而二人面對彼此，進行性交或其他性行為。
  - 女上位 – 一人躺著或坐著，女性跨著其面向前方或後方，其將勃起的陰莖插入女性的陰道或肛門。
  - 火車便當式 – 站立的性姿勢。
- 性俚語 – 一套用於指生殖器、過程和活動的語言、術語和短語。
  - 愛撫 – 親吻、撫摸和擁抱。
  - 深喉 – 將伴侶的整個陰莖深入口腔和喉嚨。
  - 尋歡洞 – 牆壁上的洞供人們進行性活動或觀察隔壁房間的人，其中一方或雙方在自慰。
  - 吊茶包 – 將陰囊放在伴侶的嘴裡或臉上或頭上。
  - 口傳精液 – 將精液帶入伴侶的嘴裡，然後其傳給另一個人的嘴裡。
  - 體內射精 – 在伴侶的身體內射精而不使用避孕套，導致身體可見滲出或滴下的精液。
    - 口內射精 – 於伴侶的口內射精。

  - 體外射精 – 性行為時從伴侶體內撤出射精。
    - 顏射 – 將精液射到一人或多人的臉上。
    - 集體顏射 – 兩人或多人將精液射在一人臉上。
    - 珍珠项链 – 在伴侶的脖子、胸部或附近射精。

  - 短促性愛 – 短暫的性活動。
  - 無套性交 – 不使用避孕套的性活動。
  - 虛擬性交 – 兩人或多人通過某種形式的通訊設備聚集在一起發送色情信息。
    - 電話性交 – 兩人或多人通過電話交談描述性行為。
    - 網絡性交 – 兩人或多人通過計算機網絡遠程連接互相發送色情消息的描述性體驗。
- 傳統性愛 – 以該地文化正常的定義去進行且規範的性行為。
- 性偏好 – 對性活動的偏好。
- 性偏離 – 對非典型對象、戀物、情境、幻想、行為或個人的強烈性喚起體驗。
  - 戀物 – 將性固着在無生命的物體或非生殖器部位。
- BDSM – 各種常見的情色实踐或角色扮演，当中涉及綁縛、紀律、支配與臣服、虐戀以及其他相關的人際關係動態。
  - 綁縛 (BDSM) – 經同意綁定、約束伴侶。
  - 支配與臣服 – 一系列行為、習慣和儀式，當中某人会臣服於另一名伴侣。
  - 性虐戀 – 以所施加/受到痛苦的方式令對方或/和自己感到愉悅。
  - 性角色扮演 – 有強烈情色元素的角色扮演。
  - 打屁股 – 以拍擊屁股的方式滿足雙方。

### 生理方面
- 裸體 – 不穿服裝的狀態。
- 勃起 – 生殖器或乳頭變得更大更堅挺。
  - 陰蒂勃起 – 陰蒂變得更大更堅挺。
    - 夜間陰蒂勃起 – 睡眠期間或醒來時陰蒂自發腫脹。

  - 夜間陰莖勃起 – 睡眠期間或醒來時陰莖自發腫脹。
- 潮吹 – 從尿道腺和尿道周圍射出液體。
- 射精 – 從生殖道射出精液。
- 受精 – 配子的融合以啟動新生物個體的發育。
- 授精 – 為了受精而故意將精子引入女性陰道中。
- 妊娠 – 一個或多個後代在女性体內發育的過程。
  - 分娩 – 一個或多個嬰兒通過陰道或剖腹產離開子宮的妊娠結束。
- 性慾 – 一種強烈的情感或感覺。
- 性衝動 – 對性活動的整體慾望。
- 性幻想 – 激發性慾的思維模式。
  - 强暴幻想 – 一種性幻想，涉及想像或假裝被脅迫或脅迫進行性活動。
- 性感帶 – 人體具有高敏感度的區域。
- 性喚起 – 在期待性活動期間對性慾的喚醒。
- 性愉悅 – 導致/增強/維持性喚起的任何刺激。
  - 人類性反應週期 – 對性刺激的生理反應的四階段模型，其發生順序是興奮期、持續期、高潮期和消退期。
    - 性高潮 – 在性反應周期過程中所累積性張力的遽然釋放，導致在骨盆區有節奏性的肌肉伸縮及表徵於外的性愉悅。
- 尿道球腺液 – 在性喚起期間從尿道排出的透明、無色、粘稠的液體。
- 陰道分泌液 – 陰道自然產生的流體，用作潤滑。

## 性的科學
- 性學 – 人類性的科學研究，包括人類性的興趣、行為和功能。這個術語一般不涉及性的非科學研究，如政治分析或社會批判。[3][4]
  - 性規範 – 個人或社會規範。
  - 性的力學 – 有關人類性活動的力學研究。
    - 性高潮控制 – 一種可以單獨使用或與伴侶一起實施的性技術，並且涉及長時間維持高水平的性喚起而不達到性高潮。
      - 強制性高潮 – 控制性高潮的一種形式，其中積極的伴侶性刺激順從的伴侶到順從的非自願性高潮，順從地試圖抑制性高潮的發作。

  - 升华 (心理學) – 一種成熟的防禦機制。
  - 性心理發展 – 在弗洛伊德心理學中，性心理發展是精神分析學性驅動理論的核心要素，人類從出生起就具有五個發展階段的本能性衝動。
  - 性別社會學 – 社會學的一個重要領域。
  - 性傾向和生物學 – 生物學與性取向之間的關係是一個研究課題。
  - 性傾向和兵役 – LGBT人員能夠在世界一些國家的武裝力量中服役，除了巴西、智利、南非、以色列和韓國之外，絕大多數工業化的西方國家也是這樣。
  - 聯合國性傾向與性別認同議題 – 聯合國對LGBT權利的討論包括聯合國大會和聯合國人權理事會的決議和聯合聲明，引起聯合國條約機構和特別程序等人權機構以及聯合國各機構的關注。
  - 強姦與性別 — 按強姦犯和受害者的性別進行分類。

### 性的教育
- 性教育 – 關於人類性問題的指導，包括情感關係和責任，人類生殖系統，性活動，有性生殖，同意年齡，生殖健康，生殖權。
  - 性成熟 – 可以繁殖的年齡或階段。
  - 身體意象 – 個人對自己身體審美或性吸引的感知。
  - 生育控制 – 用於預防妊娠的方法或裝置。
  - 家庭計劃 – 控製家庭中的兒童數量和出生間隔。
  - 性傳染病 – 通常以陰道性交、肛交或口交傳播的感染疾病。
  - 避孕套 – 在性交期間使用的鞘狀屏障裝置，以減少妊娠或性傳染病的可能性。
    - 女性避孕套 — 供女性使用的避孕套。
    - 反強暴避孕套 — 為了防止或阻止強姦而發明的各種裝置之一。

  - 安全性行為 – 採取預防措施保護自己免受性傳染病的人從事性活動。
- 生殖健康 – 在生命的各個階段處理生殖過程、功能和系统。
- 生殖醫學 – 預防、診斷和管理生殖問題的醫學分支；目標包括改善或維持生殖健康，並允許人們在選擇的時候有孩子。
  - 婦科學 – 處理女性生殖系統和乳房健康的醫學實踐。
    - 婦產科 – 涉及產科學和婦科學的醫學專業。
    - 產科學 – 研究領域集中在妊娠、分娩和產後護理。

  - 男科學 – 涉及男性健康的醫學專業，特別是男性生殖系統。
  - 泌尿外科 – 專注於男女泌尿系統的醫學分支。
- 性醫學 – 處理性健康的醫學專業。有時受到當前本地道德觀念的嚴重影響，廣泛涉及预防、診斷、評估和處理與性相關的各個方面。
- 性功能障礙 – 個體或夫婦在正常性活動的任何階段經歷的困難。
  - 性慾停滯（英语：Hypoactive sexual desire disorder） – 缺乏或不存在性幻想和性慾。
    - 性快感缺乏（英语：Sexual anhedonia） – 個人無法從性高潮獲得快感的狀態。

  - 性慾亢進 – 心理健康研究人員和提供者用來描述極其頻繁或突然增加性衝動或性活動的診斷。
  - 性交疼痛 – 由於醫療或心理原因而導致的性交痛苦。
  - 性交後憂鬱 – 性交後的抑鬱、焦慮、激動或侵略的感覺。
  - 早發性射精 – 在性活動和轻微的陰莖刺激後不久就經歷高潮和排出精液。
  - 陰莖異常勃起 – 在沒有刺激或刺激結束後陰莖保持直立數小時的狀況。
  - 勃起功能障礙 – 在性活動期間無法勃起或維持勃起陰莖。
    - 真空吸引器 – 醫療上用來治療勃起功能障礙所使用的輔助器材。

  - 女性性功能障礙 – 持續或反复無法達到性喚起或維持覺醒直到完成性活動。
    - 陰道痙攣 – 一種影響女性從事陰道滲透能力的狀態，包括性交、指交、塞入衛生棉條或月經杯，以及婦科檢查（巴氏涂片检查）的滲透。
- 性治療 – 當沒有醫學病因（生理原因）或補充治療時，性治療是治療性功能障礙的策略。
  - 性代理人 – 由經歷性功能障礙的個人僱用，以提供直接的性活動，目的是提高客戶未來性體驗的質量。
- 春藥 – 能增強性慾的物質。
- 香水 – 芳香精油或芳香化合物、固定劑和溶劑的混合物。
- 性成癮 – 一種以強迫參與性活動為特徵的狀態，特別是性交，儘管有負面後果。
- 性強迫症 – 痴迷於性活動。
- 性別不安症 – 個人由於出生時分配的性別而感到煩躁不安。
- 睡眠性交症 – 個人在睡著時從事性活動的狀態。
- 產後抑鬱症 – 一種可以在分娩後影響兩性的重性抑鬱障礙。
- 強暴創傷症候群 — 強姦受害者經歷的心理創傷，包括身體、情感、認知和人際關係的破壞。
- 性高潮後病情症候群 – 在生殖器沒有局部反應的情況下，射精後立即出現嚴重的認知和身體症狀。
- 持續性性興奮症候群 – 導致自發、持續和不可控制的生殖器喚醒，伴有或不伴有性高潮或生殖器充血，與任何性慾的感覺無關。

## 性的哲學
- 性倫理 – 對人類的性進行系統化、維護和建議正確與錯誤的行為。
- 浪漫關係 – 富有表現力和愉快的感覺來自對另一個人的情感吸引。
- 性物化 – 把人当作一种只为了提供性愉悅的工具。
- 性的功能是什麼？
- 性行為有本質特征嗎？
- 一些性行為是好的，而其他的是壞的嗎？根據什麼標準？或者，自願的性行為是不道德的，還是在倫理的範疇之外？
- 性與生物繁殖之間的關係是什麼？沒有另一個可以存在嗎？
- 性身份是否植根於一些基本的本體論差異（如生物學）？
- 性是一種性別或生物性的功能？

## 性的文化

### 法律方面
- 性與法律 — 涉及人類性活動的法律規定。
- 最低合法性交年齡 — 一個人被認為在法律上有權同意性行為的年齡，因此是另一個人在法律上被允許從事性活动的人的最低年齡。
- 傳播艾滋病罪 — 一個人故意或魯莽地傳播艾滋病。
- 公娼 — 性交易的法律在國家之間和國家內的司法管轄區之間差別很大。
- 猥亵 — 強烈地冒犯當時流行道德的任何言語或行為。
- 性悖軌法 — 將某些性行為定義為犯罪的法律。
- 性剝削 — 不對稱的性關係。
- 雛妓 — 涉及兒童的性交易，這是對兒童進行商業性剝削的一種形式。
- 性奴隸 — 以性剝削為目的的奴隸制度。
  - 慰安婦 — 第二次世界大戰前後被日本帝國軍隊強迫性奴役的婦女和女孩。
  - 美軍慰安婦 — 在韓國為美國軍方服務的妓女在各地以當地人士而聞名。
- 残割女性生殖器 — 切除部分或全部女陰的儀式。
- 操控性工作者 — 為性工作者安排與顧客參與性活動的便利或供應。
- 強逼性交易 — 性交易是由於第三方的约制而發生的。
- 兒童色情 — 利用兒童進行性刺激的色情。
- 性侵犯 — 一種性行為，其中一個人被迫或者身體被強迫從事違背自己意愿的行為，或者是非雙方自願的性接觸。
  - 性騷擾 — 對性的欺凌或脅迫。
  - 性虐待 — 通常是一個人對另一個人不受歡迎的性行為。
    - 兒童性虐待 — 成年人或年長的青少年利用兒童進行性刺激。
    - 兒童性誘拐 — 與孩子建立情感聯繫，以降低兒童跟虐待對象的壓力。

  - 性暴力 — 不論與受害者的關係如何，任何針對某人的性活動的行為。
    - 戰爭時期的性暴力 — 武裝衝突或軍事佔領期間發生強姦或其他形式的性暴力。

  - 強姦 — 一種性侵犯，通常涉及在沒有對方同意的情況下進行性交或其他形式的性侵害。
    - 輪姦 — 一群人參與強姦一名受害者。
    - 矯正強姦 — 一種仇恨犯罪，其中一個或多個人因為性取向或性別認同而被強姦。
    - 强奸男性 — 针对男性的强奸

### 宗教方面
- 宗教與性 — 每個主要宗教都制定了涵蓋性、倫理等問題的道德規範。
  - 佛教與性（英语：Buddhism and sexuality） — 在悉達多徹悟后論述的第一篇《轉法輪經》中，佛說愛是苦的因。
    - 雙身法 — 通過物理方式來進行性活動的佛教密宗技術。

  - 基督教魔學的性（英语：Sexuality in Christian demonology） — 基督教魔學中性的概念。
  - 伊斯蘭性法學（英语：Islamic sexual jurisprudence） — 在伊斯蘭教中有關性的宗教法律，主要以伊斯蘭法學三個最重要的來源為依據。
    - 羞體 — 根據伊斯蘭教，人體的親密部分必須被衣服覆蓋。
    - 齊納 (伊斯蘭教) — 一個涉及非法性交的伊斯蘭教法術語。
    - 伊斯蘭教對口交的觀點 — 伊斯蘭教中，夫妻之間口交被認為是合法的，但當這種行為被定義為嘴巴和舌頭接觸生殖器的時候，非常不受一些伊斯蘭法學家歡迎。

  - 伊斯蘭婚姻法學 — 在伊斯蘭教法中，婚姻是男女之間的法律和社會契約。
  - 房中術 — 字面上的意思是“臥室藝術”，指的是道教實踐性行為的方式。
  - 性與摩爾門教（英语：Sexuality and Mormonism） — 性在摩爾門教中起著突出的作用，包括耶穌基督後期聖徒教會。
  - 統一教對性的看法 — 統一教會教學中心的《神聖原則》聲稱，愛是宇宙中最強大的力量，比法律或原則更強大真實，無私的愛是統一主義的最高價值。
- 同性戀與宗教 — 宗教與同性戀之間的關係，其因宗教和教派，以及時間和地點而異。
  - 同性戀與猶太教 — 同性戀行為和猶太教的主題可以追溯到摩西五經。
  - 同性戀與基督教 — 不同教徒及非教徒對「基督教應如何看待性取向問題？」此一問題的看法差異很大。
  - LGBT與伊斯蘭教 — 伊斯蘭教中的LGBT問題受到伊斯蘭教為最大宗教的國家的法律和文化史的影響，古蘭經中的具體段落和穆罕默德的聲明也對該些國家的LGBT群體產生不少影響。
  - 同性戀與佛教 — 佛教與性取向之間的關係因傳統和法師而異。
  - 兔兒神 — 管理同性戀者之間的愛與性的中國神。
- 性崇拜 — 對生殖的崇拜。
- 性魔術（英语：Sex magic） — 任何類型的性活動用於魔法、神通術或其他宗教和靈性追求。
- 廟妓 — 在宗教崇拜的背景下進行性交或其他性行為。
- 天主教性醜聞事件列表 — 天主教神父、修女和教徒的性虐待案件導致了許多指控、調查、審判和定罪。

### 經濟方面
- 性產業 — 包括直接或間接提供與性有關的產品和服務或成人娛樂的企業。
- 情色 — 任何藝術作品，其實質上都是性刺激的主題。
- 色情 — 以性喚起為目的的性主題描寫。
  - 男色 — 男性色情。
  - 女色 — 女性色情。
  - 軟調色情 — 有色情或情色成分的商業劇照或電影。
  - 硬調色情 — 劇照或視頻片段，包含明確的色情內容，最常見的包括描繪性交、肛交、口交、舔陰、吮陽、舔肛、射精和戀物等性行為。
  - 網絡色情 — 任何通過互聯網訪問的色情，主要通過網站，對等網絡檔案分享或Usenet新聞組。
- 成人電影 — 未成年人限制觀看的電影。
  - 互聯網成人電影數據庫 — 一個在線數據庫，其中包括有關美國色情行業的信息：演員、導演和色情影片。
  - 色情電影 — 為了觀眾的性喚起和色情滿足的目的而呈現色情內容的電影。
- 成人網站 — 未成年人限制瀏覽的網站。
- 成人遊戲 — 未成年人限制參與的遊戲。
  - 成人電子遊戲 — 電子遊戲中的性與裸體是自行業初期以來一直是一個有爭議的話題。
- 成人圖書 — 未成年人限制閱讀的圖書。
  - 成人雜誌 — 含有明確性內容的雜誌。
- 成人文学 — 一種單一的達到性成熟的人的書面作品。
  - 情色文学 — 任何性刺激主題的書面作品。
    - 色情文学 — 任何以性喚起為目的的性主題的描寫作品。
- 成人漫畫 — 吸引成年讀者的具有色情、暴力或複雜性質的漫畫。
  - 日本成人漫畫家列表 — 日本作家和插畫家的色情變態漫畫和小說。
- 成人動畫 — 針對成年人的任何類型的動畫作品。
- 春宮圖 — 以性活動為主題的圖畫。
- 性交易 – 為了換取交易雙方商定的金錢、貨物、服務或其他利益而進行性活動的做法。
- 性旅遊 — 為了參與性活動而旅遊。
  - 女性性旅遊 — 女性為了參與性活動而旅遊。
  - 兒童性旅遊 — 為了參與兒童性交易而旅遊。
- 性具 — 用於促進人類性愉悅的物體或裝置。
  - 按摩棒 — 一種用於身體的性玩具，可以產生令人愉悅的性刺激。
  - 性玩偶 — 玩偶的大小和形狀與伴侶相關，有助於自慰。
- 性商店 — 銷售與成人性愛或色情娛樂有關的產品的零售商。
- 性博物館 — 展示色情藝術和關於色情歷史文獻的博物館。
- 脫衣舞 — 情色或異國情調的舞蹈，表演者以勾引和性喚起的方式逐漸脫落部分或全部的服裝。
  - 脫衣舞俱樂部 — 定期提供成人娛樂的場所，主要以脫衣舞或其他色情或異域舞蹈的形式。
- 性工作者 — 從事性相關行業的人員。
  - 男妓 — 為了換取報酬而提供性服務的男性。
  - 色情演員 — 表演性活動的人。
    - 男性色情演員 — 表演性活動的男性演員。
    - 女性色情演員 — 表演性活動的女性演員。

  - 脫衣舞者 — 涉及在公開的成人娛樂場所進行脫衣舞表演的職業。
    - 脫衣舞孃 — 女性的脫衣舞者。
    - 脫衣舞男 — 男性的脫衣舞者。

  - 網絡攝像模特 — 通過網絡摄影机在互聯網上進行實時表演的模特兒。
- 紅燈區 — 城市地區的一部分，集中了性交易和性導向業務，如性商店，脫衣舞俱樂部，成人劇院等。
- 摸摸茶 — 以茶室為名的色情场所。

### 其它组织
- Arse Elektronika — 由奧地利藝術和哲學联合單色組織的年度會議，專注於性和技術。

## 另請參閱
- 濫交
- 調情
- 婚姻
- 多邊戀